# Johann Heinrich Roos
Johann Heinrich Roos (Otterberg, 29 settembre 1631 – Francoforte sul Meno, 3 ottobre 1685) è stato un pittore tedesco.
Pittore e acquafortista tedesco del periodo barocco, era specializzato in paesaggi e in scene con animali. Fu pittore di corte sotto Carlo I Luigi del Palatinato. Suo figlio Philipp Peter Roos è noto come Rosa da Tivoli.